# 산청 대원사 반자
산청 대원사 반자(山淸 大源寺 飯子)는 대한민국 경상남도 산청군 삼장면 유평리, 대원사에 있는 반자이다.
2001년 2월 22일 경상남도의 유형문화재 제362호 산청 대원사 강희 신사명 반자로 지정되었다가, 2018년 12월 20일 현재의 명칭으로 변경되었다.

## 개요
반자란 절에서 사용하는 금속으로 만든 일종의 타악기이다. 금고 또는 금구라고도 하며 절에서 대중을 불러모으거나, 급한 일을 알리는데 사용한 도구이다.
이 반자는 바깥지름 62cm, 안지름 37cm, 너비 15cm로, 둘레 가장자리 일부분이 결실되었으나 지금도 사용되고 있다.
표면에 문양은 없으며 세 개의 돌출된 선이 동심원을 그리고 있다. 속은 비어 있는 통식(通式)을 따랐으며, 옆면 역시 세 개의 돌출된 선이 둘려져 있다. 중앙의 선 위로는 고리가 2개 있어 매달 수 있게 되어 있다.
안쪽 면에 있는 글로 미루어 보아 조선 숙종 27년(1701)에 제작되었음을 알 수 있는 가치 있는 자료이다.

## 참고 자료
- 산청 대원사 반자 - 국가유산청 국가유산포털